# Combinata nordica ai XII Giochi olimpici invernali
Nella combinata nordica ai XII Giochi olimpici invernali fu disputata una sola gara, l'8 e il 9 febbraio, che assegnò solo le medaglie olimpiche (a differenza di salto e fondo, i cui titoli furono validi anche come Campionati mondiali di sci nordico).

## Risultati
Presero il via 34 atleti di 14 diverse nazionalità. La prima prova disputata, l'8 febbraio, fu quella di salto. Sul trampolino Toni Seelos s'impose il tedesco orientale Ulrich Wehling davanti al finlandese Rauno Miettinen e agli altri tedeschi orientali Claus Tuchscherer e Konrad Winkler; diciassettesimo fu il tedesco occidentale Urban Hettich. Il giorno dopo si corse la 15 km di sci di fondo, su un percorso con partenza e arrivo nello "Stadio del fondo" di Seefeld in Tirol; a vincere fu Hettich davanti al norvegese Stein Erik Gullikstad e al sovietico Nikolaj Nogovicyn. Hettich risalì così fino alla seconda posizione, ma non riuscì a scalfire l'ampio vantaggio accumulato nel salto da Wehling, tredicesimo nel fondo, che confermò l'oro. Winkler, settimo nella seconda prova, raggiunse l'argento mentre Miettinen e Tuchscherer, diciannovesimo e ventesimo nel fondo, e Gullikstad e Nogovicyn, trentunesimo e sedicesimo nel salto, non riuscirono a competere per le medaglie.
| Posizione | Atleta            | Nazione          | Punti  |
| --------- | ----------------- | ---------------- | ------ |
| 1         | Ulrich Wehling    | Germania Est     | 423,49 |
| 2         | Urban Hettich     | Germania Ovest   | 418,90 |
| 3         | Konrad Winkler    | Germania Est     | 417,47 |
| 4         | Rauno Miettinen   | Finlandia        | 411,30 |
| 5         | Claus Tuchscherer | Germania Est     | 409,51 |
| 6         | Nikolaj Nogovicyn | Unione Sovietica | 406,44 |
| 7         | Valerij Kopaev    | Unione Sovietica | 406,14 |
| 8         | Tom Sandberg      | Norvegia         | 405,53 |
| 9         | Pål Schjetne      | Norvegia         | 402,59 |
| 10        | Erkki Kilpinen    | Finlandia        | 402,26 |

## Medagliere per nazioni
| Posizione | Nazione        | Oro | Argento | Bronzo | Totale |
| --------- | -------------- | --- | ------- | ------ | ------ |
| 1         | Germania Est   | 1   | 0       | 1      | 2      |
| 2         | Germania Ovest | 0   | 1       | 0      | 1      |